# 23. ročník udílení Zlatých glóbů
23. ročník udílení Zlatých glóbů se konal 28. února 1966 v Cocoanut Grove hotelu Ambassador v Los Angeles. Asociace zahraničních novinářů vyhlásila nominace 5. ledna.
Doktor Živago se stal s pěti Zlatými glóby rekordmanem nejen předávání, ale i samotné historie ceny. Žádný film totiž do té doby nezískal víc Glóbů. Snímek proměnil všechny nominace kromě nováčka roku Geraldine Chaplin, kterou objevil režisér David Lean. Tento americký velkofilm vyhrál taky pět Oscarů. Omar Sharif získal svůj třetí Glóbus. Britská herečka Julie Andrews vyhrála cenu druhý rok po sobě. V předešlém 22. ročníku zvítězila za výkon v jiném muzikálu a sice v Mary Poppins. Snímky Velké závody a Othello byly navržené na čtyři ceny, nevyhrály však ani jednu.
Třiadvacátý ročník udílení Zlatých glóbů provázely menší zmatky. Nejdřív herec Hardy Krüger svou nominaci odmítl a tak se jeho jméno neobjevilo ve finálním hlasovacím lístku. Pak se zjistilo, že scenáristé John Melson, Milton Sperling a Philip Yordan se objevili v nominačním lístku blíže nespecifikovanou chybou. Byli nahrazeni umělcem Philipem Dunnem. Do třetice se opět z nezjištěných příčin pozměnila nominovaná píseň. Původně měla být z filmu Žlutý Rolls-Royce nominovaná skladba skladatele Rize Ortolaniho a textaře Melvina Franka „The Yellow Rolls-Royce“. Nakonec byla nahrazena písní „Forget Domani“, která Glóbus získala.

## Vítězové a nominovaní

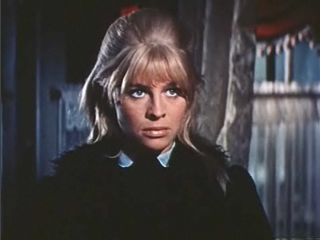
Z vítězného dramatu Doktor Živago

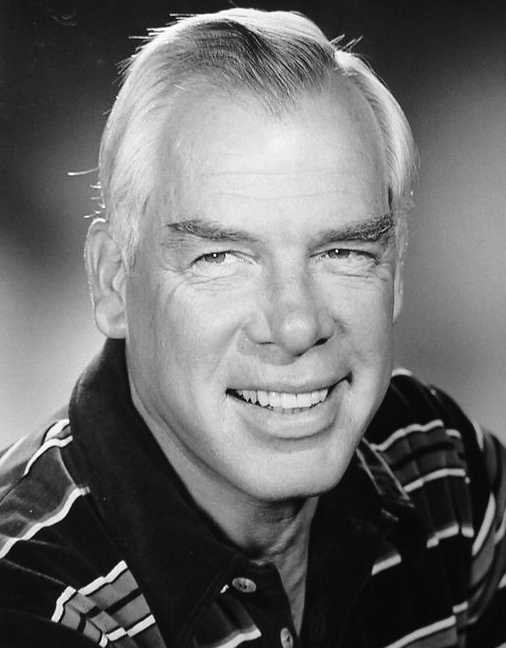
Nejlepší komediální herec Lee Marvin

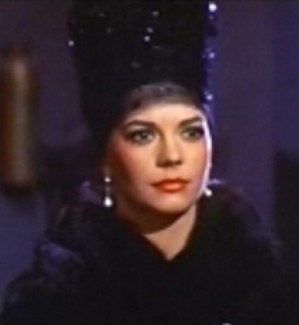
Držitelka ceny Henrietta Natalie Wood

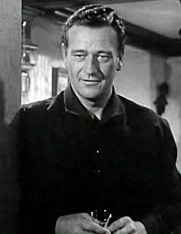
Laureát ceny Cecila B. DeMilla John Wayne

### Filmové počiny

#### Nejlepší film (drama)
- Doktor Živago – producent Carlo Ponti
- Sběratel – producent Jud Kinberg, John Kohn
- Let Fénixe – producent Robert Aldrich
- A Patch Of Blue – producent Pandro S. Berman, Guy Green
- Loď bláznů – producent Stanley Kramer

#### Nejlepší film (komedie / muzikál)
- Za zvuků hudby – producent Robert Wise
- Dívka ze Západu – producent Harold Hecht
- Velké závody – producenti Martin Jurow
- Báječní muži na létajících strojích – producent Stan Margulies
- A Thousand Clowns – producent Fred Coe

#### Nejlepší režie
- David Lean – Doktor Živago
- Guy Green – A Patch Of Blue
- John Schlesinger – Drahoušek
- Robert Wise – Za zvuků hudby
- William Wyler – Sběratel

#### Nejlepší herečka (drama)
- Samantha Eggar – Sběratel
- Julie Christie – Drahoušek
- Elizabeth Hartman – A Patch Of Blue
- Simone Signoret – Loď bláznů
- Maggie Smith – Othello

#### Nejlepší herečka (komedie / muzikál)
- Julie Andrews – Za zvuků hudby
- Jane Fonda – Dívka ze Západu
- Barbara Harris – A Thousand Clowns
- Rita Tushingham – Fortel, a jak ho získat
- Natalie Wood – Jaká je Daisy Cloverová

#### Nejlepší herec (drama)
- Omar Sharif – Doktor Živago
- Rex Harrison – Ve službách papeže
- Sidney Poitier – A Patch Of Blue
- Rod Steiger – Zastavárník
- Oskar Werner – Loď bláznů

#### Nejlepší herec (komedie / muzikál)
- Lee Marvin – Dívka ze Západu
- Jack Lemmon – Velké závody
- Jerry Lewis – Láska na třetí
- Jason Robards, Jr. – A Thousand Clowns
- Alberto Sordi – Báječní muži na létajících strojích

#### Nejlepší herečka ve vedlejší roli
- Ruth Gordon – Jaká je Daisy Cloverová
- Joan Blondellová – The Cincinnati Kid
- Joyce Redman – Othello
- Thelma Ritter – Láska na třetí
- Peggy Wood – Za zvuků hudby

#### Nejlepší herec ve vedlejší roli
- Oskar Werner – Špión, který přišel z chladu
- Red Buttons – Harlow
- Frank Finlay – Othello
- Hardy Krüger – Let Fénixe [p 1][10]
- Telly Savalas – Bitva v Ardenách

#### Objev roku – herečka
- Elizabeth Hartman – A Patch Of Blue
- Donna Butterworth – The Family Jewels
- Geraldine Chaplin – Doktor Živago
- Rosemary Forsyth – Shenandoah
- Maura McGiveney – Do Not Disturb

#### Objev roku – herec
- Robert Redford – Jaká je Daisy Cloverová
- Ian Bannen – Let Fénixe
- James Caan – Dáma v kleci
- James Fox – Báječní muži na létajících strojích
- Tom Nardini – Dívka ze Západu

#### Nejlepší scénář
- Robert Bolt – Doktor Živago
- Philip Dunne – Ve službách papeže[p 2][11]
- John Kohn, Stanley Mann – Sběratel
- Guy Green – A Patch Of Blue
- Sterling Silliphant – The Slender Thread

#### Nejlepší hudba
- Maurice Jarre – Doktor Živago
- Benjamin Frankel – Bitva v Ardenách
- Henry Mancini – Velké závody
- Johnny Mandel – Písečný ptáček
- Riz Ortolani – Žlutý Rolls-Royce

#### Nejlepší filmová píseň
- „Forget Domani“ – Žlutý Rolls-Royce, hudba Riz Ortolani, text Norman Newell[p 3][12]
- „The Ballad Of Cat Ballou“ – Dívka ze Západu, hudba Jerry Livingston, text Mack David
- „The Shadow Of Your Smile“ – Písečný ptáček, hudba Johnny Mandel, text Paul Francis Webster
- „The Sweetheart Tree“ – Velké závody, hudba Henry Mancini, text Johnny Mercer
- „That Funny Feeling“ – That Funny Feeling, hudba a text Bobby Darin

#### Nejlepší zahraniční film (v jiném než anglickém jazyce)
- Giulietta a duchové – režie Federico Fellini, Itálie
- Rudovous – režie Akira Kurosawa, Japonsko
- La Ronde – režie Roger Vadim, Francie
- Tarahumara (Cada vez más lejos) – režie Luis Alcoriza, Mexiko
- Paraplíčka ze Cherbourgu – režie Jacques Demy, Francie

#### Nejlepší zahraniční film (v anglickém jazyce)
- Drahoušek – režie John Schlesinger, Velká Británie
- Fortel, a jak ho získat – režie Richard Lester, Velká Británie
- The Leather Boys – režie Sidney J. Furie, Velká Británie
- Třicet jedna ve stínu – režie Jiří Weiss, Československo / Velká Británie
- Othello – režie Stuart Burge, Velká Británie

### Televizní počiny

#### Televizní seriál / film
- The Man From U.N.C.L.E.
- Frank Sinatra: A Man and His Music
- Get Smart
- I Spy
- My Name Is Barbra

#### Herec v seriálu
- David Janssen – Uprchlík
- Don Adams – Get Smart
- Ben Gazzara – Run For Your Life
- David McCallum – The Man From U.N.C.L.E.
- Robert Vaughn – The Man From U.N.C.L.E.

#### Herečka v seriálu
- Anne Francis – Honey West
- Patty Duke – The Patty Duke Show
- Mia Farrow – Peyton Place
- Dorothy Malone – Peyton Place
- Barbara Stanwyck – Big Valley

### Zvláštní ocenění

#### Henrietta Award (Oblíbenci světového filmu)
- herečka Natalie Wood
- herec Paul Newman
- herečka Ursula Andressová
- herečka Doris Day
- herečka Sophia Loren
- herečka Elizabeth Taylor
- herec Sean Connery
- herec Rex Harrison
- herec Rock Hudson
- herec Marcello Mastroianni

#### Cena Cecila B. DeMilla
- John Wayne